# Nieuport
Nieuport – francuska wytwórnia lotnicza założona przez braci Nieuport, producent słynnych przed I wojną światową samolotów wyścigowych, oraz myśliwców czasów wojny i okresu międzywojennego.

## Historia

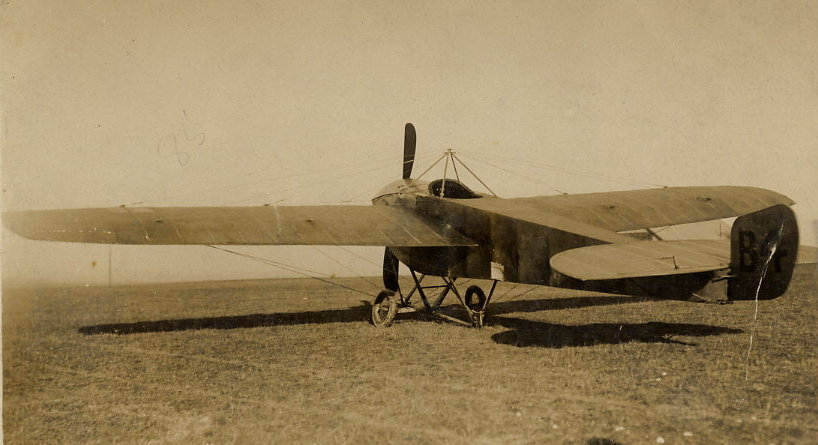
Nieuport IVG.

### Początki działalności
W 1902 powstała wytwórnia Nieuport-Duplex produkująca cieszące się dobrą renomą części do silników, a w 1909 wraz ze zmianą nazwy na Societe Generale d'Aero-locomotion rozpoczęto produkcję układów zapłonowych przeznaczonych do silników lotniczych. W tym okresie zbudowano również pierwszy jednomiejscowy, jednopłatowy samolot, który uległ zniszczeniu podczas powodzi. Druga zaprojektowana przez wytwórnie maszyna została oblatana pod koniec 1909 roku. Przypominała ona już w formie nowoczesny samolot z całkowicie zabudowanym kadłubem stanowiącym osłonę dla pilota. 
W 1911 wytwórnia po raz kolejny zmieniła nazwę na Nieuport et Deplante rozpoczynając produkcję samolotów, nie rezygnując jednak z produkcji części lotniczych, w tym śmigieł, dla klientów zewnętrznych. W tym samym roku w wypadku lotniczym zginął jeden z braci Nieuport, Eduard, a jego udziały wykupił Henri Deutsch de la Meurthe, znany ówcześnie inwestor wspierający rozwój przemysłu lotniczego. Nazwa firmy po raz kolejny uległa zmianie na Societe Anonyme des Establissements Nieuport, ale wszystkie dotychczasowe prace projektowe były kontynuowane, chociaż po śmierci drugiego z braci Nieuport, Charlesa w 1912, który również zginął w wypadku lotniczym kondycja firmy pogorszyła się i produkowane przez nią samoloty straciły wiodącą pozycję na rynku lotniczym bijąc coraz mniej rekordów. W tym samym czasie głównym konstruktorem wytwórni został szwajcarski inżynier Franz Schneider, który wkrótce przeniósł się do wytwórni LVG, gdzie nielegalnie budował kopie pierwszych modeli samolotów Nieuport, a w 1913 skonstruował i opatentował pierwszy synchronizator karabinu maszynowego.

### I wojna światowa

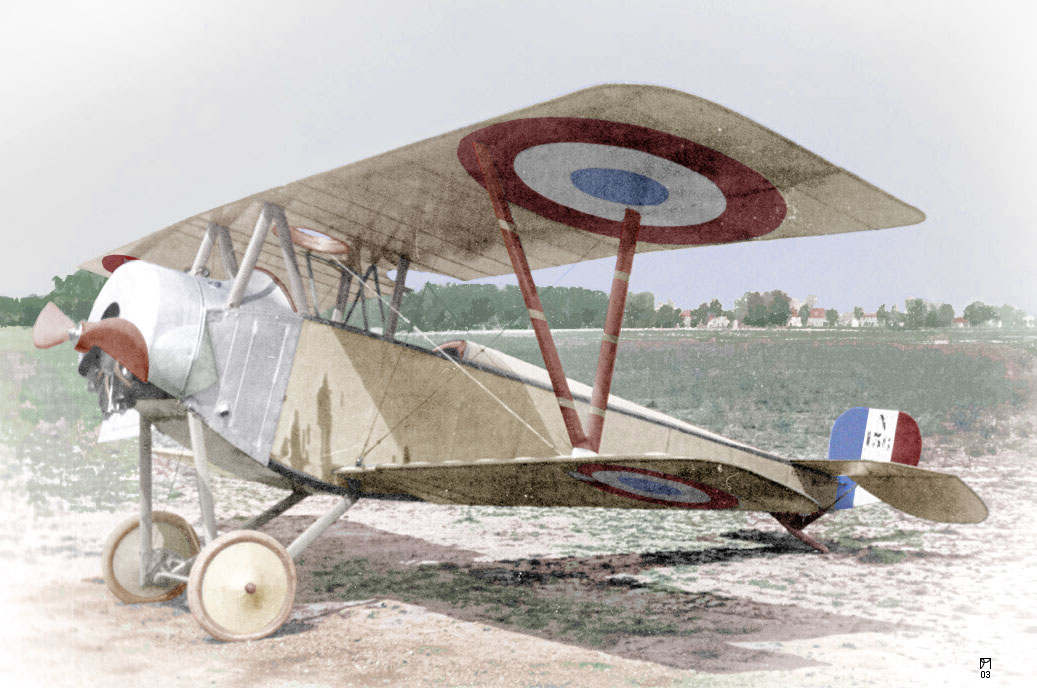
Nieuport 10 C.1

Po odejściu Schneidera posadę głównego konstruktora objął Gustave Delage (nie związany z fabryką samochodów Delage), który wprowadził w wytwórni wiele zmian uzupełniając zespół konstruktorski i rozpoczynając konstrukcję dwupłatowych samolotu wyścigowego, a właściwie jego odmiany z mniejszym płatem dolnym - półtorapłata. W momencie rozpoczęcia wojny maszyna nie była jeszcze gotowa i bardzo trudno było przekonać armię francuską do jego zakupu, która już posiadała inne maszyny. Ze względu na duże zapotrzebowanie na samoloty rozpoznawcze brytyjskiego lotnictwa morskiego RNAS pierwsza partia maszyn oznaczonych jako Nieuport 10 trafiła właśnie tam. Samoloty te okazały się bardzo użyteczne, dlatego wkrótce zamówiono kolejne partie maszyn, także dla wojsk Francji i Rosji. Parametry maszyn były na tyle dobre, że chociaż była to maszyna rozpoznawcza i obserwacyjna, niejednokrotnie wykorzystywano ją jako myśliwiec. W tym samym czasie zaczęto konstruowanie samolotu myśliwskiego Nieuport 11, który oznaczano także jako Nieuport B, z kolei wewnętrzne fabryczne oznaczenie Nieuporta 11 także było B od biplane - dwupłatowiec (w odróżnieniu od jednopłatowego Nieuporta 11 z 1914 roku), co dało w sumie nazwę Nieuport 11 BB popularnie wymawianą jako Bébé (od fr. dziecko). Inna francuska wytwórnia lotnicza Morane-Saulnier, również nazwała swój samolot symbolem. 
Do 1917 większość produkowanych przez wytwórnię maszyn była wersjami rozwojowymi tego samego projektu, ale z coraz większymi silnikami, dłuższymi skrzydłami i bardziej dopracowanym kadłubem. Ostatnią maszyną z serii był Nieuport 27. Tak długie wykorzystywanie jednego projektu spowodowane było w głównej mierze tym, że konstrukcja ta była bardzo udana łącząc zalety jednopłatów (prędkość) i dwupłatów (wytrzymałość i widoczność z kabiny), charakteryzując się jednocześnie dużą zwrotnością i brakiem znaczących wad. Prędkość wznoszenia była niepobita aż do 1918 roku, gdy pojawiły się niemieckie samoloty myśliwskie o znacznie doskonalszych grubszych płatach Fokker D.VII i Junkers D.I. W konstrukcji samolotów Nieuporta po raz pierwszy zastosowano koncepcję koncentracji mas na długo przed tym jak brytyjska wytwórnia Sopwith Aviation Company zaczęła zmagać się z problemem środka ciężkości, głównie w przypadku źle zaprojektowanego Camela. Jedynym niebezpiecznym dla samolotów Nieuporta manewrem było nurkowanie, gdyż w wersjach z mocniejszymi silnikami nader często prowadziło ono do oberwania się dolnych skrzydeł. Z drugiej strony manewr taki był niezwykle rzadko wykorzystywany, głównie przez doświadczonych pilotów.
Kolejny samolot wytwórni Nieuport 28 był całkiem nowym projektem o znacznie poprawionej aerodynamice, chociaż podobnym konstrukcyjnie do poprzednich modeli. Mimo to maszyna ta nie została wprowadzona na uzbrojenie Francji ze względu na przyjęcie bardzo podobnego samolotu SPAD XIII, który został oblatany w międzyczasie. Mimo to mała partia maszyn trafiła do US Army Air Service, która używała ich do momentu dostarczenia SPADów. Samoloty Nieuporta były lubiane przez amerykańskich pilotów na tyle, że całe jednostki buntowały się przeciwko wymianie ich na SPADy.

## Powojenna działalność

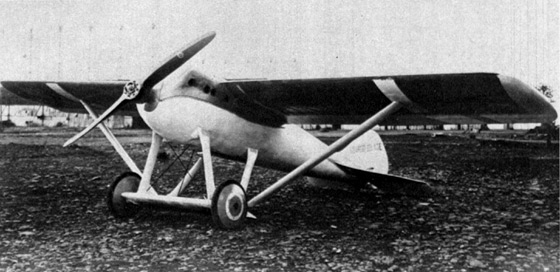
Jednopłatowy Nieuport 31

Do 1918 wytwórnia Nieuport produkowała dwa typy maszyn Nieuport 29 i Nieuport 31. Model 29 był bardzo podobny do poprzedniego Nieuporta 28, ale ze zmienionym skorupowym kadłubem z drewna, silnikiem Hispano-Suiza o mocy 300 KM i nieznacznie zmodyfikowanym płatowcem.
Tak samo Nieuport 31 był zbudowany na bazie kadłuba modelu 28 ale w konfiguracji jednopłata. Obie maszyny specjalnie zmodyfikowane ustanowiły szereg rekordów prędkości i wysokości lotu, z których najbardziej znane jest przekroczenie prędkości 200 mil/h (322 km/h) w locie poziomym na samolocie Nieuport 31 pilotowanym przez Josepha Sadi-Lecointe'a.
Po przejęciu firmy Astra produkującej balony wytwórnia zmieniła nazwę na Nieuport-Astra, jednak na krótko, gdyż aby docenić wkład głównego konstruktora Gustave'a Delage przemianowano ją na Nieuport-Delage. W międzyczasie wytwórni wchłonęła kolejną firmę lotniczą Tellier, budującą hydroplany. Mimo prowadzenia prac nad nowymi modelami samolotów, żaden z nich nie zdobył takiego uznania jak poprzednie maszyny.

### Koniec Nieuporta
W 1932 na skutek wymuszonej przez rząd francuski konsolidacji przemysłu lotniczego Delage wycofał się z firmy, która wróciła do swojej pierwotnej nazwy Nieuport, chociaż przez bardzo krótki czas nosiła miano Loire-Nieuport. Ostatecznie wytwórnia Nieuport całkowicie zniknęła z rynku wchłonięta przez SNCAO (Societe Nationale de Construction du Sud Ouest – Państwowe południowo-zachodnie przedsiębiorstwo produkcyjne), które bez utalentowanego inżyniera na miarę Delage'a nie było w stanie opracować i wyprodukować żadnego znaczącego typu samolotu przed wybuchem II wojny światowej.

## Samoloty wytwórni Nieuport
System oznaczeń produkowanych w wytwórni Nieuport samolotów:
- AR — od Arriere z miejscem dla pasażera za pilotem.
- AV — od Avant z miejscem dla pasażera przed pilotem.
- C.1 — od Chasseur - myśliwiec
- A.2 — dwumiejscowy rozpoznawczy
- E.2 — od École - szkolny

### Nieuport II (z odmianą III)
Także odmiana Nieuport III.

Jednomiejscowy samolot wyścigowy z silnikiem o mocy 18-28 KM.

### Nieuport IV
Wraz z odmianami VI, VII, VIII, IX, X.

Dwu- lub trzymiejscowy samolot wyścigowy, na którym ustanowiono wiele rekordów prędkości, wysokości lotu i pokonanego dystansu.

### Nieuport 10
Oraz odmiany 10 AR, 10 AV, 10 A.2, 10 C.1, 10 E.2 i 83 E.2

Pierwszy dwupłat produkcji Nieuporta, zaprojektowany jako samolot wyścigowy, później używany także jako myśliwiec, bombowiec, samolot rozpoznania fotograficznego i artyleryjskiego, oraz maszyna do pokazów kaskaderskich.

### Nieuport 11C.1
Wraz z odmianą 16 C.1

Pierwszy samolot wytwórni zbudowany jako myśliwiec, który położył kres panowaniu w powietrzu niemieckich jednopłatowych Fokkerów. Nieuport 11 był napędzany silnikiem rotacyjnym Le Rhône 9C o mocy 80 KM, którego obroty można było regulować w dość wąskim zakresie od 900 do 1200 obr./min. Początkowo uzbrojenie strzeleckie samolotu stanowił jeden niezsynchronizowany karabin maszynowy Lewis z zapasem amunicji 47 sztuk, umieszczony nad górnym płatem poza płaszczyzną śmigła. Mimo słabego uzbrojenia maszyna ta była w stanie pokonać jednopłatowce Fokkera, górując nad nimi manewrowością.

### Nieuport 12A.2
Łącznie z odmianami 12bis A.2, 13 A.2, 20 A.2, 12 E.2, 80 E.2 i 81 E.2

Dwumiejscowy samolot rozpoznania artyleryjskiego budowany również w Wielkiej Brytanii przez firmę Beardmore. Używany w czasie wojny i po jej zakończeniu jako samolot szkolny.

### Nieuport 16
Zbudowany w krótkiej serii 11 egzemplarzy samolot napędzany silnikiem Le Rhône 9J o mocy 110 KM. Duży silnik i dodane w późniejszych wersjach uzbrojenie z dwóch karabinów Vickersa powodowało, że maszyna była źle wyważona co znacznie pogorszyło jej zwrotność. Problem ten rozwiązano w następnym modelu, nieznacznie powiększonym Nieuport 17 C.1.

### Nieuport 17C.1
Wraz z odmianami 17bis C.1, 21 C.1 i 23 C.1

Maszyna ta była podobna do wcześniejszego Nieuporta 11, ale napędzana mocniejszym silnikiem, powiększonymi skrzydłami i generalnie wzmocnioną strukturą. Najpierw napęd stanowił silnik o mocy 110 KM, a później 130 KM. Maszyna posiadała bardzo dużą zwrotność, ale dolne skrzydła miały tendencję do urywania się przy bardzo dużych obciążeniach takich jak pikowanie. Samolot ten był szeroko używany podczas I wojny światowej. Jego odmiana Nieuport 21 była produkowana na licencji w Rosji.

### Nieuport 24C.1
Oraz jego odmiany 17bis C.1, 24bis C.1, 25 C.1 i 27 C.1

Jednomiejscowy samolot myśliwski zbudowany w konfiguracji półtorapłata używany przez lotnictwo francuskie, RFC, RNAS, USAAS i lotnictwo carskiej Rosji.

### Nieuport 28C.1
Pierwszy dwupłatowy, jednomiejscowy myśliwiec używany przez USAAS podczas I wojny światowej. Znacznie zwrotniejszy niż SPAD XIII, który go zastąpił. Posiadał reputację samolotu delikatnego z tendencją do obrywania się płótna z górnego płata podczas nurkowania.

### Nieuport 29(inne języki)C.1
Jednomiejscowy, dwupłatowy myśliwiec wprowadzony do służby pod koniec I wojny światowej, używany przez Francję, Hiszpanię, Japonię, Szwecję, Tajlandię, Argentynę, Włochy i inne kraje. Na jednej z maszyn tego typu w Paryżu wykonywał pokaz akrobacji Charles Lindbergh po udanym pionierskim przelocie przez Atlantyk.

### Nieuport 31C.1
Oraz odmiany 42S, 42 C.1, 52 C.1, 62 C.1, 622 C.1, 623 C.1 i 72 C.1

Jednopłaty, także w konfiguracji parasol. Konstrukcja te była wielokrotnie kopiowana przez innych producentów.

### Loire-Nieuport LN.40
Oraz odmiany LN.401, LN.402, Nieuport 140, LN.43, LN.411

Ostatni Nieuport który wszedł do służby. Maszyna o bardzo słabych parametrach.